# Con Houlihan
Con Houlihan (Castleisland, Irlanda, 6 de diciembre de 1925 - Dublín, Irlanda, 4 de agosto de 2012) fue un periodista deportivo irlandés. Durante una larga carrera, cubrió numerosos eventos deportivos de su país e internacionales, de fútbol gaélico y finales de hurling, fútbol y la Copa del Mundo de Rugby, los Juegos Olímpicos y reuniones de un sinnúmero de carreras dentro y fuera de Irlanda.
Fue periodista con el grupo de prensa irlandesa, escribiendo para The Irish Press, Evening Press y, a veces, para The Sunday Press, hasta la desaparición del grupo en 1995. Escribió las columnas «Afluentes» y la última página deportiva del Evening Press, titulada «Con Houlihan».
Una escultura de bronce de Houlihan fue erigida en 2011 fuera del bar The Palace, en Dublín.

## Obras
- More Than a Game
- A Harvest: New, Rare and Uncollected Essays
- Princes of Pigskin: A Century of Kerry Footballers
- Close the Wicket Gate: Tales from the Kilmichael Bar
- Death of a King and Other Stories
- In So Many Words: The Best of Con Houlihan
- Windfalls